# グリーンクロス
株式会社グリーンクロス（英: Green Cross Co., Ltd.）は、福岡県福岡市中央区に本社を置く交通標識などの安全機材用品の販売およびレンタルを主力事業とする卸売業者。
本稿では、持株会社である株式会社グリーンクロスホールディングスについても記述する。

## 概要
交通標識製作所を起源とする。安全機材用品の販売およびレンタルを主力事業とし、CGを活用した看板などの各種サインメディアの制作販売も行っている。連結子会社に東亜安全施設をもつ。関連会社に杭州緑十字貿易有限公司（中華人民共和国杭州市）があったが清算となった。

## 沿革
- 1969年（昭和44年）1月 - 交通標識製作所として福岡市南区に創業。
- 1971年（昭和46年）7月1日 -「株式会社交通標識製作所」を設立。
- 1983年（昭和58年）5月 - 商号を「株式会社グリーンクロス」に変更。
- 1996年（平成8年）12月17日 - 福岡証券取引所に株式を上場。
- 2006年（平成18年）9月 - 株式会社児島産業岡山を連結子会社化。
- 2008年（平成20年）9月 - 株式会社児島産業岡山を吸収合併。
- 2010年（平成22年）10月1日 - 東亜安全施設株式会社を子会社化。
- 2015年（平成27年）10月 - 株式会社トレードを子会社化。
- 2019年（平成31年 / 令和元年）
  - 2月 - 北斗ネオン株式会社を子会社化。
  - 10月 - 株式会社G-サインを設立。
- 2022年（令和4年）
  - 5月9日 - 有限会社山行舎（現・株式会社サンエクセル）を子会社化[3]。
  - 5月10日 - マクテック株式会社を子会社化[3]。
  - 8月8日 - 安全機器株式会社およびその子会社の有限会社安全サービスを子会社化[4]。
- 2024年（令和6年）
  - 10月30日 - 福岡証券取引所本則市場上場廃止。
  - 11月1日 - 株式移転により設立された株式会社グリーンクロスホールディングスが、株式会社グリーンクロスに代わって福岡証券取引所本則市場に上場[1][5]。

## 事業所
- 本社（福岡県福岡市中央区）
- 本社営業部（福岡県福岡市東区）
- メディア事業部本部（福岡県福岡市東区）
- 北九州支社（福岡県北九州市小倉北区）
- 久留米支社（福岡県久留米市）
- 長崎支社（長崎県西彼杵郡長与町）
- 佐世保支社（長崎県佐世保市）
- 佐賀支社（佐賀県佐賀市）
- レンタル事業部本部（佐賀県鳥栖市）
- 熊本支社（熊本県熊本市東区）
- 人吉営業所（熊本県球磨郡）
- 大分支社（大分県大分市）
- 宮崎支社（宮崎県宮崎市）
- 鹿児島支社（鹿児島県鹿児島市）
- 鹿屋営業所（鹿児島県鹿屋市）
- 沖縄支社（沖縄県浦添市）
- 名護営業所（沖縄県名護市）
- 山口支社（山口県山口市）
- 下関営業所（山口県下関市）
- レンタル事業部岩国営業所（山口県岩国市）
- 広島支社（広島県広島市安佐南区）
- 島根営業所（島根県松江市）
- 福山営業所（広島県福山市）
- 鳥取支社（鳥取県鳥取市）
- 岡山営業所（岡山県岡山市中区）
- 松山営業所（愛媛県松山市）
- 高松営業所（香川県高松市）
- 徳島営業所（徳島県徳島市）
- 高知営業所（高知県高知市）
- 姫路支社（兵庫県姫路市）
- 神戸支社（兵庫県神戸市）
- 大阪支社（大阪府堺市）
- レンタル事業部大阪営業所（大阪府大阪市住之江区）
- メディア事業部大阪営業所（大阪府大阪市中央区）
- 京都支社（京都府京都市伏見区）
- 奈良営業所（奈良県奈良市）
- レンタル事業部関西営業所（奈良県奈良市）
- 名古屋支社（愛知県名古屋市緑区）
- 四日市営業所（三重県四日市市）
- 静岡支社（静岡県葵区）
- 岐阜営業所（岐阜県羽島市）
- レンタル事業部東海営業所（岐阜県羽島市）
- 東京支社（東京都杉並区）
- メディア事業部東京本部（東京都中央区）
- 東京事業所（東京都中央区）
- 埼玉営業所（埼玉県さいたま市北区）
- 関東支社（埼玉県久喜市）
- レンタル事業部関東営業所（埼玉県久喜市）
- 横浜営業所（神奈川県横浜市鶴見区）
- 相模原営業所（神奈川県相模原市緑区）
- 千葉支社（千葉県千葉市中央区）
- 仙台支社（宮城県仙台市太白区）
- 石巻支社（宮城県石巻市）
- レンタル事業部東北営業所（宮城県登米市）
- 郡山支社（福島県郡山市）
- 山形営業所（山形県山形市）

## 関連会社
- 東亜安全施設株式会社
- 株式会社トレード
- 北斗ネオン株式会社
- 株式会社G-サイン
- 株式会社サンエクセル
- マクテック株式会社
- 安全機器株式会社
- 株式会社安全サービス
- 株式会社アスコ
- 山本シーリング工業株式会社
- 株式会社アイ工芸
- 株式会社システムエリア
- 株式会社三建リース

## 参考資料
- 株式会社グリーンクロス第50期 有価証券報告書(EDINET - 閲覧)
- 会社四季報2014年３集夏号　第426号(東洋経済新報社)